# Церковь Вознесения (Санкт-Петербург)
Церковь Вознесения Господня (Вознесенская церковь) — утраченный православный храм в Санкт-Петербурге. Располагался на Вознесенском проспекте. Был построен архитектором Александром Вистом. Неоднократно подвергался перестройкам, самая значимая из них прошла в 1758—1759 годах под руководством архитектора Антонио Ринальди. В 1936 году в рамках антирелигиозной кампании церковь снесли.

## История

### XVIII век
При Петре I на берегу Глухой речки в так называемых «переведенских» слободах была установлена походная церковь. Она предназначалась для работников Адмиралтейства. В 1728 году по проекту архитектора Ивана Коробова рядом с походной церковью был возведён деревянный храм. Внутри его обили холстом. Расписали образа и расписали интерьеры адмиралтейские художники. 20 марта 1729 года этот храм был освящён епископом Псковским Рафаилом. Спустя год построен по проекту И. И. Сляднева шпиль и придел великомученика Иоанна Воина. До 1746 года при храме было кладбище. К XX веку от него уцелела лишь одна могила.
В 1751 году возникла идея возвести на месте деревянного храма трёхпридельную каменную церковь. Однако последнюю удалось заложить лишь 4 июня 1755 года по проекту архитектора Александра Виста. 14 июля 1758 строившаяся ярославскими каменщиками колокольня рухнула из-за «худого кирпича». Данный инцидент несколько затормозил строительство. Восстановительными работами руководил Антонио Ринальди, который, между тем, несколько изменил прежний проект церкви. Немало средств на строительство храма было вложено купцом А. П. Березиным. Работы по перестройке и восстановлению храма закончились в 1759. 30 июля 1764 года был освящён придел великомученика Иоанна Воина, 25 сентября 1765 — придел иконы Божией Матери «Утоли моя печали». Только 28 мая 1769 года освятили главный придел. Образа в нём изготовил М. Л. Колокольников. Колокольню храма достроили лишь к 1787 году. В 1796 на углу канала возвели часовню.

### XIX век
В 1806—1813 годах под руководством Луиджи Руска были удлинены боковые приделы, а также были внесены некоторые изменения в интерьеры. Старостой собора в этот период являлся купец Иван Вечерухин, оказавший в 1813 году значительную финансовую помощь — выделив 10 000 рублей для ведения интерьерных работ.
В 1867—1869 годы зодчий Григорий Карпов изменил форму куполов, а уже в 1885—1886 годах перестроил находящуюся на набережной часовню. Был установлен новый иконостас (резьба по дереву выполнена Райским, образа написаны Барковым). В 1861 году пожертвована новая богатая церковная утварь, из мастерской Фёдора Верховцева.

### XX век
В конце XIX — начале XX века настоятелем храма был протоиерей Василий Яковлевич Михайловский.
В 1922 года становится обновленческим храмом. 20 сентября 1923 года ему присвоен статус собора.
10 июня 1935 года церковь закрыли, и уже в 1936 году снесли. К 1938 году на месте угловой часовни было выстроено здание в стиле сталинского неоклассицизма для общеобразовательной школы (Набережная канала Грибоедова, 76; Вознесенский проспект, 34).

## Архитектурные особенности
Арки были оформлены лепными фигурами ангелов. Покрытие пола было выполнено чугунными плитами.

## Общество вспомоществования бедным
1 ноября 1870 года в приходе церкви было устроено Общество вспомоществования бедным. Общество существовало при финансовой помощи благотворителей. Специально для него в 1872 году Г. И. Карпов выстроил на участке около церкви отдельное помещение. Общество курировало несколько приходских благотворительных заведений. Среди них была женская богадельня, в которой к началу XX века содержалось 55 женщин, приют для детей в возрасте от 7 до 12 лет, в котором тогда же проживали 13 мальчиков и 20 девочек, а также приют-школа им. К. А. Рыбина, которую к 1900 году посещало 32 мальчиков и 23 девочки, при этом 16 детей постоянно жили в приюте. Общество выступало организатором курсов церковного пения и народного хора под руководством И. С. Соловьёва. Было закрыто в 1918 году.